# Childress
Childress è un comune (city) degli Stati Uniti d'America e capoluogo della contea di Childress nello Stato del Texas. La popolazione era di 6.105 abitanti al censimento del 2010.
Nel dicembre 2015, il Seattle Post-Intelligencer ha votato Childress al nono posto tra le dieci città "più conservatrici" degli Stati Uniti per quanto riguarda i contributi politici. Altre comunità del Texas occidentale nella formazione più conservatrice sono Hereford (n. 1), Monahans (n. 5) e Dalhart nella contea di Dallam nel lontano nord-ovest del Texas Panhandle (n. 8). Princeton nella contea di Collin, a nord di Dallas, è al n. 2. Al contrario, Vashon Island, Washington, è stata nominata la città "più liberale" della nazione in termini di donazioni politiche.

## Geografia fisica
Secondo lo United States Census Bureau, la città ha una superficie totale di 21,53 km², dei quali 21,39 km² di territorio e 0,14 km² di acque interne (0,65% del totale).

## Società

### Evoluzione demografica
Secondo il censimento del 2010, la popolazione era di 6.105 abitanti.

### Etnie e minoranze straniere
Secondo il censimento del 2010, la composizione etnica della città era formata dall'80,05% di bianchi, l'11,35% di afroamericani, lo 0,48% di nativi americani, lo 0,8% di asiatici, lo 0,03% di oceanici, il 5,86% di altre razze, e l'1,43% di due o più etnie. Ispanici o latinos di qualunque razza erano il 29,84% della popolazione.